# Ostasi II Polentani
Ostasi II Polentani fou fill i successor de Guiu III Polentani.
El 1389 Guiu III fou empresonat pels sis fills, Bernardí II Polentani, Ostasi II Polentani, Obizzo Polentani, Aldobrandí Polentani, Azzo Polentani i Pere Polentani, i fou deixat morir de gana a la cel·la (1389).
Osatsi va morir el 1396. Estava casat des del 1393 amb Caterina del Carretto però no va tenir fills.